# By Proxy
 (août 2025).
Pour plus de détails, voir Fiche technique et Distribution.
By Proxy est un film américain réalisé par Clifford Smith, sorti en 1918.

## Synopsis
Red Saunders se rend en ville pour convaincre Lindy de venir au ranch, car il pense qu'Aleck, un de ses cow-boys, est trop timide pour lui avouer son amour. Pendant ce temps, Ah Sing, un des hommes du ranch, vole les vêtements des cow-boys pour les mettre au clou. Red et Lindy rencontre Ah Sing et les hommes à moitié vêtus qui le poursuivent et arrive à regagner les vêtements au jeu. Red découvre alors qu'il s'est trompé sur l'objet des attentions d'Aleck, mais tout finit bien quand Lindy accepte de l'épouser lui.

## Fiche technique
- Titre original : By Proxy
- Réalisation : Clifford Smith
- Scénario d'après les histoires de Red Saunders écrites par Henry Wallace Phillips
- Photographie : Stephen Rounds
- Société de production : Triangle Film Corporation
- Société de distribution : Triangle Distributing Corporation
- Pays d'origine :  États-Unis
- Langue originale : anglais
- Format : noir et blanc — 35 mm — 1,37:1 — Film muet
- Genre : Western
- Durée : 50 minutes (5 bobines)
- Dates de sortie :  États-Unis : 21 juillet 1918
- Licence : Domaine public

## Distribution
- Roy Stewart : Red Saunders
- Maude Wayne : Lindy
- Walter Perry : Aleck
- Wilbur Higby : l'acheteur de bétail
- John Lince : Shorty Stokes
- Harry Yamamoto : Ah Sing